# 平板手机
平板手机（英語：Phablet，/ˈfæblɪt/，為混成詞，取自手機"Phone"與平板電腦"Tablet"）是一种結合了智能手机與平板電腦兩者功能的移动设备。它的螢幕尺寸原先認知為介於5.3英寸至7.0英寸（16:9比例）之間，隨著主流智慧型手機螢幕尺寸逐漸放大，以及無邊際全螢幕或18:9螢幕比例手機成為趨勢，現在認知尺寸介於7吋或以上螢幕才算大螢幕手機。大螢幕尺寸強化了行動網路與多媒体的閱覽效果。兼具更大的可触摸螢幕面积、更大的电池面积、更容耐废热、零件排列紧密而薄、省去携带多样设备的功能重复等实用优势，并一度被认为是综合手持设备的最终稳定发展方向。
根据市场调查机构Canalys公布的2014年第一季度智能手机出货量数据，与2013年第一季度相比，2014年同期5英寸或以上的智能手机呈现出巨大的增长趋势，同比增幅高达369%。而这部分智能手机占第一季度智能手机总出货量的34%。从区域分布来看，亚太地区5英寸或5英寸以上的智能手机出货量占该区域总量的43%。
全世界第一台5英寸以上的智能手机是2007年的HTC Advantage，不过“Phablet”这个词的始源则是在2011年的IFA展出的三星Galaxy Note。三星Galaxy Note系列的成功也造就市场掀起Phablet的潮流，其後蘋果公司和華為也推出iPhone Plus版及華為Mate系列。

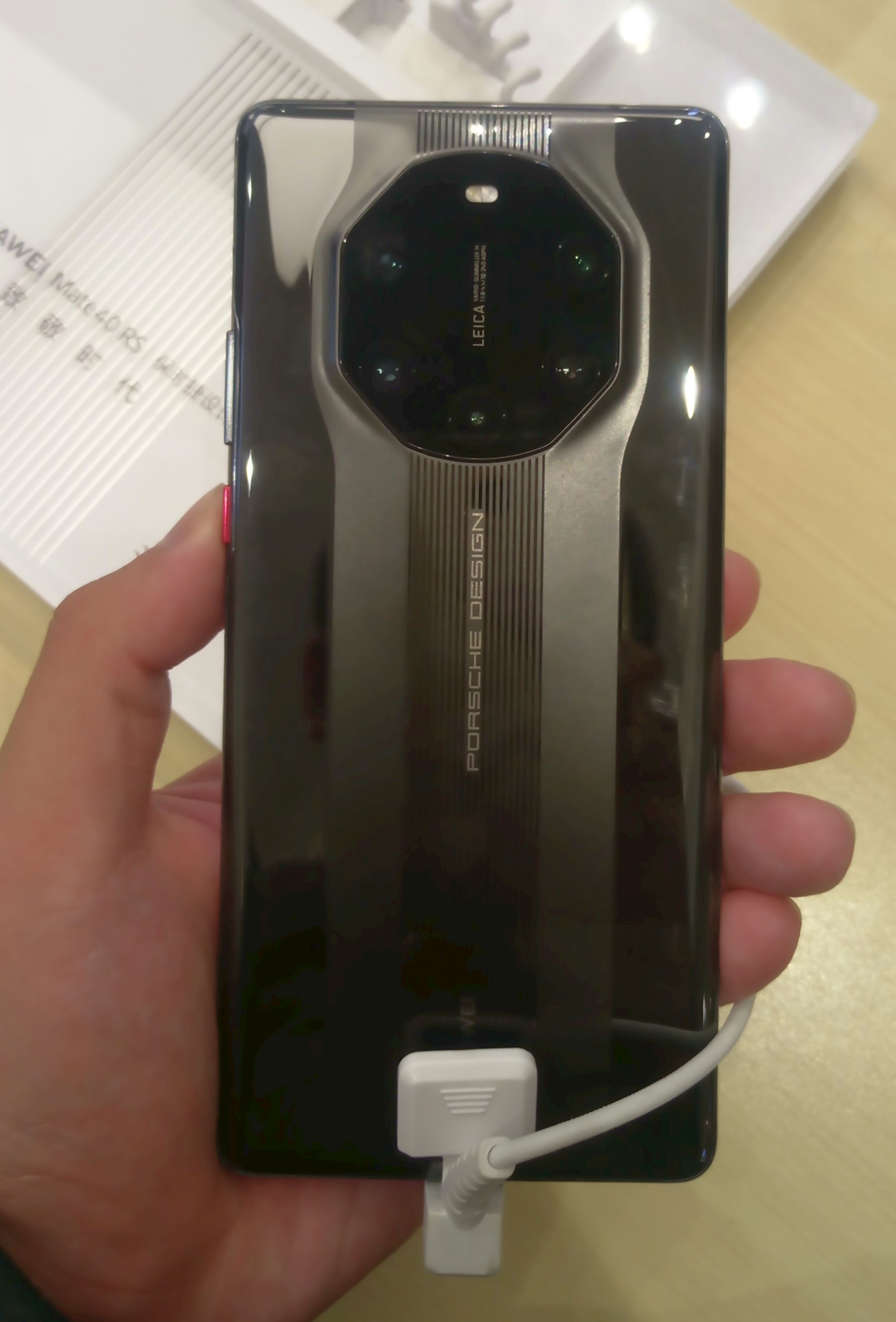
華為Mate 40系列

全球平均手机尺寸从原本的4英寸左右提高到截止2015年的5英寸左右。
2019年上半年智能手机厂商纷纷推出5G折叠屏手机，代表的有三星Galaxy Fold（可垂直折叠向内折叠，展开时7.3英寸屏幕）、华为 Mate X（向外折叠，整屏8英寸）等。

## 定義
2013年8月，牛津词典在线版（Oxford Dictionary Online）收录了這個新名詞，解释是「屏幕尺寸介于典型手机和平板之间的智能手機 (a smartphone having a screen which is intermediate in size between that of a typical smartphone and a tablet computer)」。

## 外部連結
- Samsung Galaxy Note(N7000) 開始有電話和平板的疑問 （页面存档备份，存于）*, The Wall Street Journal,  Dhanya Ann Thoppil, March 15, 2012,   [2014-11-09], （原始内容存档于2014-11-09）
- Wagstaff, Jeremy. . Reuters. January 7, 2013  [2014-11-09]. （原始内容存档于2014-10-06）.
- , Techcrunch.com, Natasha Lomas, January 13, 2013,   [2014-11-09], （原始内容存档于2014-10-07）
- , Fast Company, Kim Eaton, January 10, 2013,   [2014-11-09], （原始内容存档于2014-11-09）